# Patinação artística nos Jogos da Boa Vontade de 1990
As competições de patinação artística nos Jogos da Boa Vontade de 1990 foram disputadas em Seattle, Estados Unidos, entre 20 de julho e 5 de agosto de 1990.

## Medalhistas
| Evento                          | Ouro                                                  | Prata                                                  | Bronze                                        | Ref.  |
| Individual masculino (detalhes) | Kurt Browning · Canadá                                | Viktor Petrenko · União Soviética                      | Todd Eldredge · Estados Unidos                | [ 1 ] |
| Individual feminino (detalhes)  | Kristi Yamaguchi · Estados Unidos                     | Jill Trenary · Estados Unidos                          | Surya Bonaly · França                         | [ 1 ] |
| Duplas (detalhes)               | Ekaterina Gordeeva · Sergei Grinkov · União Soviética | Natalia Mishkutenok · Artur Dmitriev · União Soviética | Elena Bechke · Denis Petrov · União Soviética | [ 1 ] |
| Dança no gelo (detalhes)        | Marina Klimova · Sergei Ponomarenko · União Soviética | Maya Usova · Alexander Zhulin · União Soviética        | Susan Wynne · Joseph Druar · Estados Unidos   | [ 1 ] |

## Resultados

### Individual masculino
| Pos.              | Nome                   | Nacionalidade   |
| ----------------- | ---------------------- | --------------- |
| Medalha de ouro   | Kurt Browning          | Canadá          |
| Medalha de prata  | Viktor Petrenko        | União Soviética |
| Medalha de bronze | Todd Eldredge          | Estados Unidos  |
| 4                 | Paul Wylie             | Estados Unidos  |
| 5                 | Viacheslav Zagorodniuk | União Soviética |
| 6                 | Christopher Bowman     | Estados Unidos  |
| 7                 | Michael Slipchuk       | Canadá          |
| 8                 | Grzegorz Filipowski    | Polônia         |

### Individual feminino
| Pos.              | Nome             | Nacionalidade   |
| ----------------- | ---------------- | --------------- |
| Medalha de ouro   | Kristi Yamaguchi | Estados Unidos  |
| Medalha de prata  | Jill Trenary     | Estados Unidos  |
| Medalha de bronze | Surya Bonaly     | França          |
| 4                 | Karen Preston    | Canadá          |
| 5                 | Nancy Kerrigan   | Estados Unidos  |
| 6                 | Tatiana Rachkova | União Soviética |
| 7                 | Natalia Lebedeva | União Soviética |
| 8                 | Margot Bion      | Canadá          |

### Duplas
| Pos.              | Nome                                 | Nacionalidade   |
| ----------------- | ------------------------------------ | --------------- |
| Medalha de ouro   | Ekaterina Gordeeva / Sergei Grinkov  | União Soviética |
| Medalha de prata  | Natalia Mishkutenok / Artur Dmitriev | União Soviética |
| Medalha de bronze | Elena Bechke / Denis Petrov          | União Soviética |
| 4                 | Natasha Kuchiki / Todd Sand          | Estados Unidos  |
| 5                 | Michelle Menzies / Kevin Wheeler     | Canadá          |
| 6                 | Sharon Carz / Doug Williams          | Estados Unidos  |
| 7                 | Calla Urbanski / Mark Naylor         | Estados Unidos  |
| 8                 | Patricia MacNeil / Cory Watson       | Canadá          |

### Dança no gelo
| Pos.              | Nome                                | Nacionalidade   |
| ----------------- | ----------------------------------- | --------------- |
| Medalha de ouro   | Marina Klimova / Sergei Ponomarenko | União Soviética |
| Medalha de prata  | Maya Usova / Alexander Zhulin       | União Soviética |
| Medalha de bronze | Susan Wynne / Joseph Druar          | Estados Unidos  |
| 4                 | Oksana Grishuk / Evgeni Platov      | União Soviética |
| 5                 | Michelle McDonald / Mark Mitchell   | Canadá          |
| 6                 | April Sargent / Russ Witherby       | Estados Unidos  |
| 7                 | Jacqueline Petr / Mark Janoschak    | Canadá          |

## Quadro de medalhas
| Ordem | País            | Medalha de ouro | Medalha de prata | Medalha de bronze |    | Ordem por total |
| ----- | --------------- | --------------- | ---------------- | ----------------- | -- | --------------- |
| 1     | União Soviética | 2               | 3                | 1                 | 6  | 1               |
| 2     | Estados Unidos  | 1               | 1                | 2                 | 4  | 2               |
| 3     | Canadá          | 1               |                  |                   | 1  | 3               |
| 4     | França          |                 |                  | 1                 | 1  | 3               |
| TOTAL | TOTAL           | 4               | 4                | 4                 | 12 | —               |